# Lövsättra
Lövsättra (tidigare benämnd Lövsättra (västra delen)) är en småort i Vallentuna kommun. Orten ligger strax öster om Vallentuna tätort, norr om Ullnasjön, väster om E18:ans trafikplats Rosenkälla och Gillingebanan.